# 比爾峰
比爾峰（英語：Beale Peak）是南極洲的山峰，位於奧次地，處於萬蒂奇山東南面4公里，屬於不列顛嶺中拉文斯山脈的一部分，由火山學家命名，現時由南極條約體系管理。